# Saints of Los Angeles
Albums de Mötley Crüe
New Tattoo
(2000)
Singles
1. Saints of Los Angeles
Sortie : 11 avril 2008
2. Motherfucker of the Year
Sortie : 25 août 2008
3. White Trash Circus
Sortie : 25 février 2009

Saints of Los Angeles est le 9e album studio du groupe de hard rock américain Mötley Crüe. Il est paru le 24 juin 2008 sur le label Mötley Records et a été produit par James Michael.

## Historique
Le groupe n’avait pas enregistré d’album depuis New Tattoo (2000) et celui-ci est le premier depuis Generation Swine (1997) à avoir réuni les quatre membres originels du groupe. Il est à ce jour le dernier album studio du groupe.
Saints of Los Angeles a failli être intitulé The Dirt mais l’idée fut abandonnée. Nikki Sixx ajoute sur son blog à propos de cet album que : « Je crois que nous travaillons sur nos meilleures chansons depuis des années ».
Le premier single, Saints of Los Angeles, est sorti le 11 avril 2008. À la fin du clip vidéo de la chanson, Jacoby Shaddix des Papa Roach, Josh Todd des Buckcherry, Chris Brown des Trapt et James Michael des Sixx:A.M. font des apparences caméo.
Il se classa à la quatrième place du Billboard 200 aux États-Unis. Au Canada, il se classa à la 3e place des meilleures ventes de disques et sera certifié disque d'or le 17 août 2009 pour plus de 50 000 albums vendus.

## Liste des titres
| No  | Titre                    | Auteur                                     | Durée |
| --- | ------------------------ | ------------------------------------------ | ----- |
| 1.  | L.A.M.F.                 | Sixx, Frederiksen, Michael, DJ Ashba       | 1:21  |
| 2.  | Face Down in the Dirt    | Sixx, Frederiksen, Michael, DJ Ashba       | 3:44  |
| 3.  | What's It Gonna Take     | Sixx, Frederiksen, Michael, DJ Ashba       | 3:47  |
| 4.  | Down at the Whisky       | Sixx, Frederiksen, Michael, DJ Ashba       | 3:52  |
| 5.  | Saints of Los Angeles    | Sixx, Frederiksen, Michael, DJ Ashba       | 3:51  |
| 6.  | Mutherfucker of the Year | Sixx, Frederiksen, Michael, DJ Ashba, Mars | 3:43  |
| 7.  | The Animal in Me         | Sixx, Frederiksen, Michael, Mars           | 4:16  |
| 8.  | Welcome to the Machine   | Sixx, Frederiksen, DJ Ashba, Mars          | 3:00  |
| 9.  | Just Another Psycho      | Sixx, Frederiksen, Michael, DJ Ashba, Mars | 3:37  |
| 10. | Chicks = Trouble         | Sixx, Frederiksen, Michael, DJ Ashba, Mars | 3:12  |
| 11. | This Ain't a Love Song   | Sixx, Frederiksen, Michael, Mars, Lee      | 3:24  |
| 12. | White Trash Circus       | Sixx, Frederiksen, Michael, DJ Ashba, Mars | 2:51  |
| 13. | Goin' Out Swingin        | Sixx, Frederiksen, Michael, DJ Ashba       | 3:27  |

## Composition du groupe
- Vince Neil - chant
- Mick Mars - guitare
- Nikki Sixx - basse
- Tommy Lee - batterie

Avec
- Josh Todd, Jacoby Shaddix, James Michael, DJ Ashba & Trapt - chœurs sur "The Saints of Los Angeles".

## Charts
Charts album
| Pays                                 | Durée du classement | Meilleure position | Date            |
| ------------------------------------ | ------------------- | ------------------ | --------------- |
| Allemagne (Media Control Charts)     | 1 semaine           | 88e                | 11 juillet 2008 |
| Australie (ARIA Charts)              | 5 semaines          | 14                 | 6 juillet 2008  |
| Autriche (Ö3 Austria Top 40)         | 1 semaine           | 73e                | 8 août 2008     |
| Canada (Canadian Albums Chart)       | 5 semaines          | 3e                 | 12 juillet 2008 |
| États-Unis (Billboard 200)           | 12 semaines         | 4e                 | 12 juillet 2008 |
| États-Unis (Rock Albums)             | 8 semaines          | 2e                 | 12 juillet 2008 |
| États-Unis (Hard Rock Albums)        | 11 semaines         | 1er                | 12 juillet 2008 |
| États-Unis (Independent Albums)      | 25 semaines         | 1er                | 12 juillet 2008 |
| Finlande (Suomen virallinen lista)   | 9 semaines          | 6e                 | 30 juin 2008    |
| Italie (FIMI)                        | 7 semaines          | 43e                | 3 juillet 2008  |
| Norvège (VG-lista)                   | 1 semaine           | 37e                | 7 juillet 2008  |
| Nouvelle-Zélande (RMNZ albums Top40) | 4 semaines          | 8e                 | 7 juillet 2008  |
| Suède (Sverigetopplistan)            | 10 semaines         | 5e                 | 3 juillet 2008  |
| Suisse (Schweizer Hitparade)         | 4 semaines          | 42e                | 20 juillet 2008 |

Charts singles
| Single                   | Chart                  | durée du classement | Position | Date            |
| ------------------------ | ---------------------- | ------------------- | -------- | --------------- |
| Saints of Los Angeles    | Mainstream Rock Tracks | 20 semaines         | 5e       | 12 juillet 2008 |
| Saints of Los Angeles    | Bubbling Under Hot 100 | 2 semaines          | 20e      | 12 juillet 2008 |
| Saints of Los Angeles    | Canadian Hot 100       | 19 semaines         | 46e      | 3 mai 2008      |
| Motherfucker of the Year | Mainstream Rock Tracks | 10 semaines         | 29e      | 25 octobre 2008 |

## Certification
| Pays   | Certification | Ventes   | Date         |
| ------ | ------------- | -------- | ------------ |
| Canada | Or            | 50 000 + | 17 août 2009 |